# Західна Фінляндія
Західна Фінляндія – одна з 6 губерній (ляні) Фінляндії з 1998 року по 2009 рік. Межувала з губерніями Оулу, Східна Фінляндія і Південна Фінляндія, а також з Ботнічною затокою. Адміністративним центром було місто Турку. 
1 січня 2010 губернія скасована.
Загальна площа губернії становила 105 900,72 км ², з яких: 
- Сухопутна територія 74 239,54 км²,
- Територія внутрішніх водойм 6 909,15 км ²
- Територія моря 24 752,03 km ².

## Історичні провінції
Губернія Західна Фінляндія була утворена 1 січня 1998 з об'єднаних губерній Турку і Порі, Баша і Центральна Фінляндія, а також північній частині губернії Хяме. 

## Склад
Західна Фінляндія включала 7 провінцій: 
- Південна Пог'янмаа (фін. Etelä-Pohjanmaa, швед. Sydösterbotten)
- Пог'янмаа (швед. Österbotten, фін. Pohjanmaa)
- Пірканмаа (фін. Pirkanmaa, швед. Birkaland)
- Сатакунта (фін. Satakunta, швед. Satakunda)
- Центральна Пог'янмаа (фін. Keski-Pohjanmaa, швед. Mellersta Österbotten)
- Центральна Фінляндія (фін. Keski-Suomi, швед. Mellersta Finland)
- Споконвічна Фінляндія (фін. Varsinais-Suomi, швед. Egentliga Finland)

Провінції, у свою чергу, включали 142 комуни (на 1.1.2009).

## Герб
Герб губернії був складений з гербів провінцій Споконвічна Фінляндія, Сатакунта і Пог'янмаа, зібраних воєдино.